# Hyperbare Oxygenierung

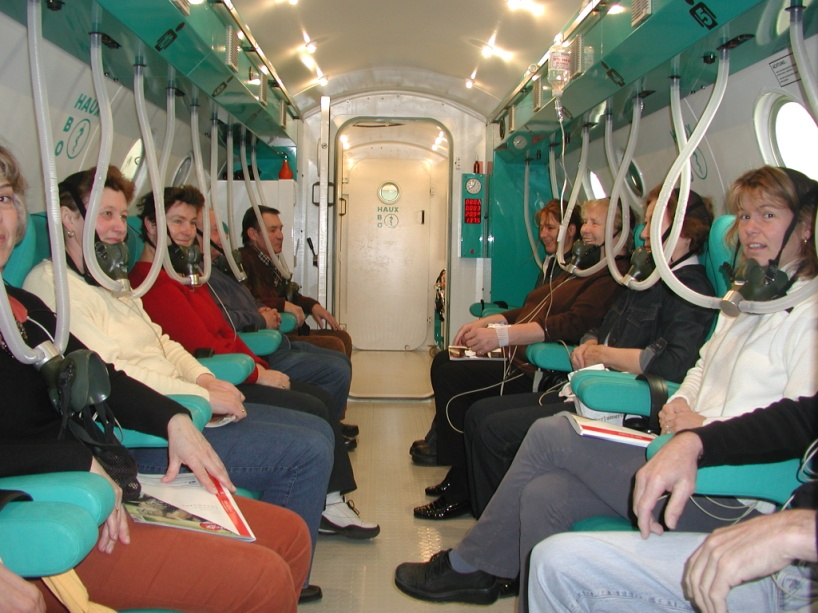
Moderne Mehrplatz-Druckkammer zur Anwendung der HBO in Deutschland

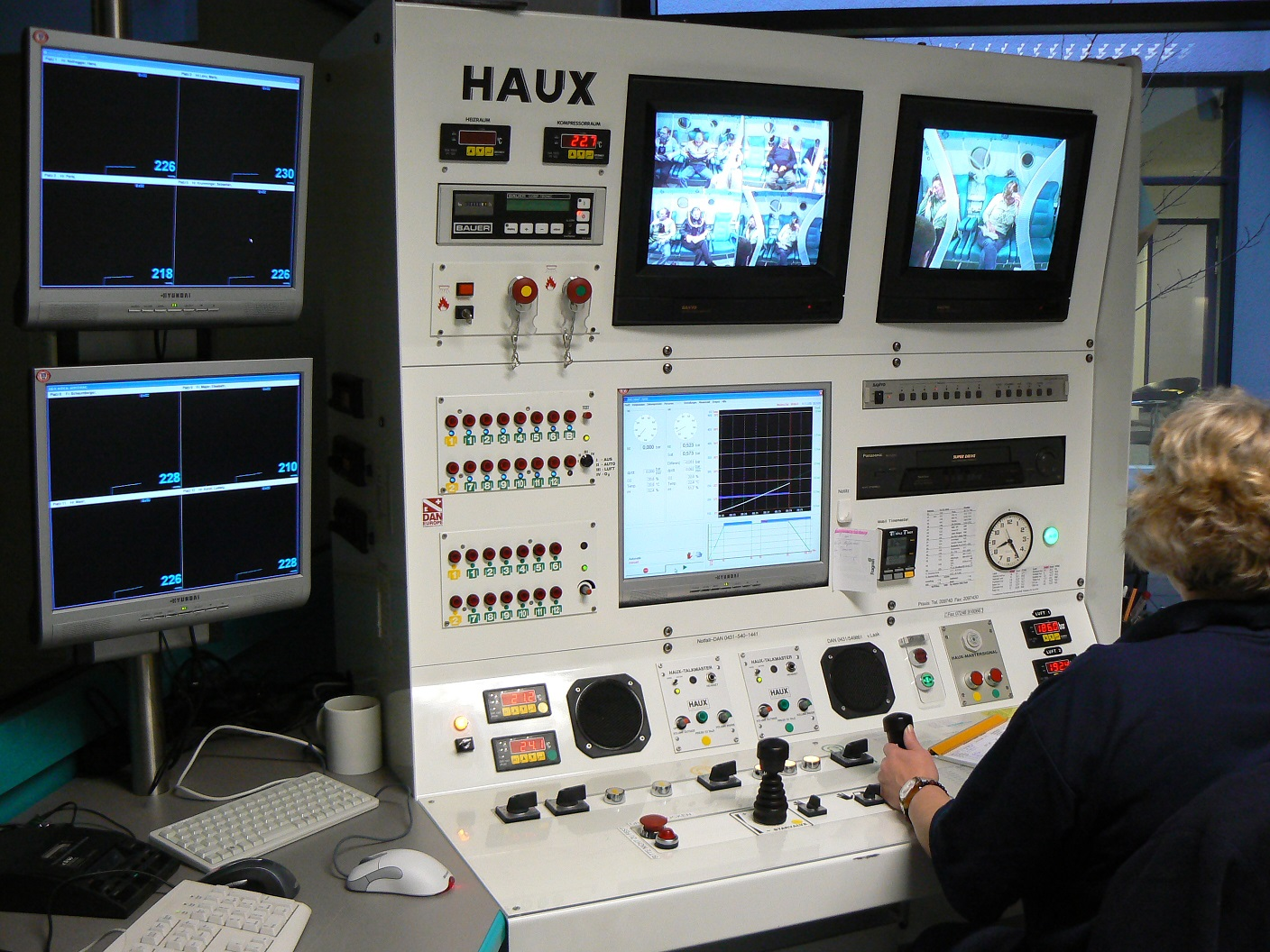
Druckkammer-Monitoring (HBO)

Die hyperbare Oxygenierung (HBO; auch hyperbare Sauerstofftherapie, HBO-Therapie; englisch hyperbaric oxygen therapy, HBOT, HBO2) ist eine Therapieform, bei der 100%iger, medizinisch reiner Sauerstoff unter einem erhöhten Umgebungsdruck (der Druck ist höher als der normale Atmosphärendruck) für definierte Zeiträume und Intervalle bei Patienten durch Einatmung zur Anwendung kommt. Diese schulmedizinisch und wissenschaftlich abgesicherte Behandlungsmethode hat ihren Ursprung in der Tauchmedizin und kommt unter anderem auch bei Kohlenmonoxid- und Rauchgasvergiftungen zum Einsatz.

## Durchführung
Der erhöhte Umgebungsdruck (Überdruck) wird dabei typischerweise durch eine Druck- bzw. Dekompressionskammer bewerkstelligt. Es werden prinzipiell unterschieden:
1. Einpersonendruckkammern: Hier ist die Kammerluft zugleich Behandlungs-Atemgas (100 % Sauerstoff). Es gibt auch Einpersonenkammern, die mit normaler Luft als Kammerluft arbeiten. Der Sauerstoff wird dann wie in den Mehrpersonenkammern zugeführt.
2. Mehrpersonendruckkammern: In diesen besteht die Kammerluft nicht aus dem Atemgas. Dieses wird über separate Atmungssysteme zugeführt. Die Atmung von 100 % reinem Sauerstoff kann auf mehrere Weisen realisiert werden:
  - Atmung über eine luftdicht sitzende Gesichtsmaske
  - Atmung über ein so genanntes Kopfzelt
  - Atmung über einen Tubus (Endotrachealtubus, Pharyngealtubus). Die Durchführung einer hyperbaren Sauerstofftherapie ist somit auch bei maschinell beatmeten Patienten möglich. Hierzu sind allerdings speziell zertifizierte Beatmungsgeräte erforderlich.

## Prinzip

### Physikalische Grundsätze
Mehrere physikalische Prinzipien liegen der Erfindung und Anwendung der hyperbaren Sauerstofftherapie zugrunde. Die hyperbare Sauerstofftherapie basiert auf den physikalischen Gasgesetzen. Von besonderer Bedeutung für die Anwendung von Sauerstoff im Überdruck ist dabei das Gasgesetz von Henry:

#### Löslichkeit von Gasen in Flüssigkeiten
Das physikalische Gesetz von Henry beschreibt die Löslichkeit von Gasen in Flüssigkeiten. Dabei nimmt die Menge des in einer Flüssigkeit gelösten Gases proportional mit dem auf der Flüssigkeit lastenden Druck in dem System von Gas und Flüssigkeit zu. Konkretisiert bedeutet dies, dass man umso mehr Gas in einer Flüssigkeit lösen kann, je höher der Druck ist.
BeispielEin Beispiel ist die Flaschenabfüllung von Mineralwasser mit dem Gas Kohlenstoffdioxid (CO2). Dabei wird entsprechend dem Gesetz von Henry unter Überdruck CO2 dem Wasser zugeführt und vermehrt im Wasser gelöst. Wird beim Öffnen der Flasche der Druck oberhalb der Flüssigkeit vermindert, entweicht das Kohlenstoffdioxid und das im Wasser unter Überdruck gelöste Gas perlt als Sprudel aus. Die Löslichkeit des Kohlenstoffdioxids sinkt im Wasser mit der Minderung des Luftdrucks oberhalb der Flüssigkeit durch Öffnung.

### Übertragung auf Lebewesen
Weil Blut eine Flüssigkeit darstellt, gilt das Gesetz von Henry uneingeschränkt. Im Rahmen der hyperbaren Sauerstofftherapie wird der Patient mit 100 % reinem Sauerstoff behandelt, der sich nach Henry in den Körperflüssigkeiten entsprechend dem angewendeten Druck anreichert.
Beim Menschen wird Sauerstoff überwiegend durch chemische Bindung an das in den roten Blutkörperchen enthaltene Hämoglobin transportiert. Die Menge des Hämoglobins ist daher ausschlaggebend für die Sauerstofftransportkapazität des Blutes.
Sauerstoff befindet sich aber nach Henry in geringem Umfang normalerweise auch in physikalisch gelöster Form im Blut sowie in allen Körperflüssigkeiten. Die Menge des physikalisch gelösten Sauerstoffs ist abhängig vom Sauerstoffpartialdruck in der Atemluft. Da die roten Blutkörperchen und das Hämoglobin bereits bei normaler Atemluft (21 % Sauerstoff) zu 95 bis 100 % ausgelastet oder gesättigt sind (Sauerstoffsättigung), ist eine Steigerung des Blutsauerstoffgehaltes über den an Hämoglobin gebundenen Sauerstoff nicht möglich. Die Anhebung des Sauerstoffanteils (Partialdrucks) in der Atemluft von 21 auf 100 % (etwa fünffach), bewirkt eine proportionale Erhöhung der im Blut gelösten Sauerstoffmenge. Eine weitere Steigerung des Sauerstoffpartialdrucks ist durch Erhöhung des Umgebungsdruckes möglich. Atmet der Mensch in einer Druckkammer reinen Sauerstoff bei einem Druck von zum Beispiel 2,5 bar, gelangt ungefähr die 20-fache Menge an Sauerstoff in Lösung im Blut. Auf den gesamten Sauerstoffgehalt im Blut bezogen ist der Steigerungseffekt nicht groß, aber bedeutsam: Hierdurch wird die mögliche Diffusionsstrecke für Sauerstoff im Kapillarbereich, also die Strecke zwischen Blutgefäß und Zelle von normalerweise 64 µm auf 247 µm vergrößert, was bei Durchblutungsstörungen und anderen Sauerstoffmangelzuständen von Bedeutung ist:
| Sauerstoffpartialdruck Lunge bei 21 % Sauerstoff (normale Luft)                                | 150  | mmHg  |
| Sauerstoffpartialdruck Lunge bei 100 % Sauerstoff bei 1 bar Umgebungsdruck (Normaldruck)       | 713  | mmHg  |
| Sauerstoffpartialdruck Lunge bei 100 % Sauerstoff bei 2,5 bar Umgebungsdruck (Druckkammer)     | 1800 | mmHg  |
| Sauerstoffgehalt arterielles Blut bei 100 % Sauerstoff und Hämoglobinkonzentration von 15 g/dL | 22,4 | mL/dL |
| – davon chemisch gebunden an Hämoglobin                                                        | 20,3 | mL/dL |
| – davon physikalisch gelöst im Plasma                                                          | 2,1  | mL/dL |
| – Menge gelöster Sauerstoff bei 3 bar Überdruck in der Druckkammer                             | 6,4  | mL/dL |

#### Druck-Volumen-Beziehung
Diese Beziehung richtet sich nach dem Gesetz von Boyle-Mariotte, das im Kern besagt, dass sich bei zunehmendem Druck das Volumen eines Gases verkleinert, bei abnehmenden Druck vergrößert sich das Volumen.
Umgekehrt gilt auch, dass bei zunehmenden Volumen der Druck abnimmt oder bei abnehmenden Volumen der Druck zunimmt.
Beispiel
Ein Luftballon enthält bei Standardbedingungen 1 Liter Luft. Bringt man diesen Luftballon in eine Wassertiefe von 10 Metern, so enthält der gleiche Ballon ohne Zufuhr oder Abfuhr von Luft lediglich noch 500 Milliliter (0,5 Liter) Luft. Der Umgebungsdruck ist gleichzeitig von 1,0135 bar (Meereshöhe) auf 2,0 bar (etwa 10 Meter Wassertiefe) angestiegen.

#### Partialdruck-Prinzip
Dieses Prinzip richtet sich nach dem Gesetz über die Partialdrücke von John Dalton. Dalton stellte fest, dass der Gesamtdruck eines Gasgemisches wie beispielsweise der normalen Atmosphärenluft der Erde sich aus den Partialdrücken der einzelnen Gase des Gemisches zusammensetzt.
Beispiel
Auf Meereshöhe besteht Luft aus etwa 78 % Stickstoff, etwa 21 % Sauerstoff und etwa 1 % Edelgasen, Kohlendioxid und anderen Gasen und hat einen Druck von etwa 1,0 bar. Der Luftdruck auf Meereshöhe von 1,0 bar setzt sich nach dem Gesetz von Dalton daher zusammen aus:
- etwa 78 % Stickstoff = etwa 0,78 bar Partialdruck des Stickstoffs
- etwa 21 % Sauerstoff = etwa 0,21 bar Partialdruck des Sauerstoffs
- etwa 1 % restliche Gase = etwa 0,01 bar Partialdruck der restlichen Gase

## Anwendung (Indikationen)

### Grundsätzliches
Die hyperbare Sauerstofftherapie wird weltweit bei Erkrankungen eingesetzt, bei denen ein Sauerstoffmangel ursächlich für ungenügende Heilung ist und der Mangel durch den HBO-Einsatz ausgeglichen werden kann. Hinzu kommen einige Notfall-Erkrankungen, bei denen Sauerstoff lebensrettend ist. Die Anwendung von hyperbarem Sauerstoff basiert dabei auf wissenschaftlichen Studien unterschiedlicher Qualität. Nach den Kriterien der evidenzbasierten Medizin gibt es inzwischen zahlreiche Studien für diverse Krankheitsbilder der höchsten Evidenzklasse (1a). Für weitere Krankheitsbilder gibt es Studien der Klasse 1b und im Übrigen umfassende Literatur, die, wie in der Medizin allgemein üblich, den Erfahrungsschatz der Hyperbarmedizin wiedergibt. Die HBO wird infolgedessen weltweit von vielen nationalen Gesundheitssystemen für sich ausweitende Indikationskataloge anerkannt und finanziert. Dennoch ist in Deutschland und anderen Ländern die Anwendung der HBO umstritten. Dies ist auf mehrere Faktoren zurückzuführen:
- Für viele noch als experimentell anzusehende Indikationsgebiete existieren zurzeit keine nach den Maßstäben der evidenzbasierten Medizin qualitativ hochwertigen Studien (idealerweise: prospektiv, randomisiert, kontrolliert, doppel-verblindet).
- Die Strukturen der HBO in der Bundesrepublik Deutschland mit Einrichtungen vorwiegend in privater Trägerschaft bedingen finanzielle Notwendigkeiten, die einer rein wissenschaftlich gesteuerten Erkenntnisgewinnung nicht hilfreich sind.
- Die Verfügbarkeit von Einrichtungen zur HBO ist limitiert. Folgerichtig gestaltet sich die Etablierung von klinischer Forschung an Patientengruppen schwierig (Transportprobleme, wissenschaftliche Begleitung durch Universitäten etc.).
- Die hohen Kosten einer solchen Therapie infolge Vorhaltung (24 Stunden zumal) von Technik und Personal wirken auf die Durchführung von Studien nicht förderlich (hoher Finanzeinsatz für ungewisse Ergebnisse notwendig).
- In den einzelnen Ländern haben sich unterschiedliche Indikationsspektren etabliert, trotz Konsensfindungen über Indikationsgebiete auf nationaler und supranationaler Ebene.
- Hieraus resultieren zum Teil beträchtliche Unterschiede in der Erstattung der Kosten einer HBO-Therapie

### Patientenaufklärung für die Behandlung mit HBO
Hinsichtlich des Umfanges der Aufklärungspflicht ergibt sich zwischen der hyperbaren Sauerstofftherapie und anderen medizinischen Maßnahmen kein Unterschied (umfassende Aufklärungsverpflichtung). Dies schließt die Information über die Situation hinsichtlich der Kostenerstattung (oder der nicht erfolgenden Kostenerstattung) durch Krankenversicherungsträger ein. Die Aufklärungspflicht ist dabei entsprechend dem zu behandelnden Krankheitsbild so aufzufassen, dass auch Behandlungsalternativen aufgezählt werden. Die Behandlungsalternativen schließen die Möglichkeit des Beobachtens oder keiner Intervention ein (siehe hierzu auch Spontanheilungsrate bei den Erkrankungen Tinnitus und Hörsturz).

### Anwendungsgebiete für hyperbare Sauerstofftherapie
Nach den Empfehlungen der medizinisch wissenschaftlichen Fachgesellschaften für hyperbare Sauerstofftherapie in Europa und weltweit – European Committee for Hyperbaric Medicine (ECHM), European Underwater and Baromedical Society (EUBS), Gesellschaft für Tauch- und Überdruckmedizin (GTÜM), Undersea and Hyperbaric Medical Society (UHMS) – ergeben sich aufgrund von evidenzbasierten wissenschaftlichen Untersuchungen folgende Indikationen:

#### Indikationen mit dringlicher Empfehlung zur Anwendung der HBO
1. Clostridiale Myonekrose/Gasbrand¹-Infektion oder andere anaerobe Infektion
2. Dekompressionskrankheit – Taucherunfall¹
3. Knochennekrosen
4. Kohlenmonoxid-/Cyanid-/Rauchgas-Vergiftung¹[2][3][4]
5. Luft- oder Gasembolie, verursacht durch Tauchunfall oder iatrogene Luftembolie¹
6. Nekrotisierende Weichteilinfektionen
7. Neuroblastom-Rezidiv, Stadium IV¹[5][6][7][8]
8. Radionekrosen an Knochen und Weichteil-Geweben
9. Überbrückung von akuten Blutverlusten bei Ablehnung einer Bluttransfusion, etwa aus religiösen Gründen
10. Diabetisches Fußsyndrom[A 1]

#### Indikationen mit Empfehlung zur Anwendung der HBO
1. Akute traumatische Ischämie (Quetsch-Verletzungen, Compartment-Syndrom)
2. ausgewählte Problemwunden (Wundheilungsstörungen bei Diabetes mellitus¹[8][9] (Diabetisches Fußsyndrom), arterielle nicht heilende Ulcera)
3. Beeinträchtigtes Transplantat (Transplantate und Verschiebelappen)
4. Hirnabszesse
5. Knochenmarksödeme und aseptische Knochennekrosen [18][19][20][21][22]
6. Nebenwirkungen einer Strahlentherapie mit Wunden oder Organschäden an Haut, Blase oder Enddarm[9][10]
7. Osteomyelitis Chronisch refraktär
8. Otitis externa maligna

### Weitere Indikationen
Weitere Indikationen für die adjuvante Anwendung der HBO befinden sich in Erprobung nach wissenschaftlichen Standards. Eine Empfehlung für die HBO Anwendung erfolgt daher seitens der medizinisch wissenschaftlichen Fachgesellschaften z. Zt. noch nicht.
Eine „Garantie“ auf eine erfolgreiche Besserung oder Heilung ist wie bei allen medizinischen Leistungen nicht möglich. In der Regel erfolgt die Anwendung der HBO adjuvant zu den sonst erforderlichen Behandlungsmaßnahmen, wenn diese zum Behandlungserfolg nicht ausgereicht haben. Die Aufklärung im Druckkammerzentrum erläutert auch die Chancen auf Erfolg der HBO, alternativer und herkömmlicher Behandlungen.

## Risiken und Nebenwirkungen
Wie bei jeder medizinischen Behandlung gibt es auch beim Einsatz der HBO Risiken und Nebenwirkungen. Sie sind insgesamt selten.
- Barotrauma des Trommelfells: Diese Nebenwirkung ist häufig. Zumeist beschränkt sie sich aber auf eine geringfügige Rötung der Trommelfelle, welche von selbst binnen 24 Stunden abheilt. Bei Kindern (vgl. Häufigkeit von Mittelohrentzündungen) ist die Nebenwirkungshäufigkeit höher.
- Brandgefahr in der Druckkammer: Dies gilt insbesondere für die Atmosphäre mit 100 % Sauerstoff in einer Einpersonendruckkammer. In einer Mehrpersonendruckkammer ist das Risiko zwar auch erhöht, aber de facto unbedeutend. Die Atmung findet in einem fast geschlossenen System statt, die Kammerluft besteht aus Druckluft und in Deutschland ist eine Überwachung des Sauerstoffgehaltes der Kammerluft zwingend vorgeschrieben (muss weniger als 23 % sein). In den in Deutschland nicht üblichen Einpersonendruckkammern mit Atmosphäre von 100 % Sauerstoff besteht neben einer erheblichen Brandgefahr bei Vorhandensein einer Zündquelle in der Kammer vor allem auch Explosionsgefahr.
- Krampfanfall (wie bei Epilepsie) des Gehirns: Er entsteht durch die Einwirkung einer hohen „Dosis“ von Sauerstoff. Diese Nebenwirkung ist sehr selten (1 Vorkommen in 3388 Behandlungen, entsprechend 0,03 % behandlungsanzahlbezogen), aber wie jeder Krampfanfall des Gehirns prinzipiell gefährlich (Verletzungsgefahr durch unkontrollierte Bewegungen, Verlegung von Atemwegen). In der Regel sind sauerstofftoxische Krampfanfälle aber folgenlos. Die Wahrscheinlichkeit des Auftretens von Krampfanfällen unter HBO-Bedingungen hängt dabei einerseits vom Gesundheitszustand des Patienten und andererseits von der Sauerstoffdosis bzw. der Expositionszeit gegenüber hohen Sauerstoffkonzentrationen ab. Eine Voraussage anhand empirischer Daten oder Berechnungen ist allerdings nicht möglich, weil unbesehen der Zusammenhänge eine hohe intra- und interindividuelle Variabilität vorhanden ist.[11][12]
- Kurzsichtigkeit durch Einwirkung von Sauerstoff: Sie entsteht ebenfalls durch die Einwirkung von hohen „Dosen“ von Sauerstoff. Die Kurzsichtigkeit ist nur gering ausgeprägt und bildet sich vollständig zurück. Bei Verwendung eines Kopfzeltes ist die Wahrscheinlichkeit eines Auftretens höher. Diese Nebenwirkung betrifft immerhin 50 % der behandelten Patienten mit mehr als 15 Therapieeinheiten HBO (wird aber nur von sehr wenigen bemerkt).
- Schädigung der Lunge durch Sauerstoff (ALI und ARDS): Sie entsteht durch die Einwirkung einer hohen „Dosis“ von Sauerstoff. Gleiches Erkrankungsbild ist auch bei Patienten mit langzeitiger maschineller Beatmung mit 100 % Sauerstoff bekannt. Bei der Sauerstoffüberdrucktherapie sind bleibende Lungenschäden bei sachgerechter Anwendung nicht zu erwarten.
- Übelkeit, Erbrechen: selten, durch Volumenveränderung infolge Druck, aber auch durch Sauerstoff möglich.

## Kosten und Erstattung

### Deutschland

#### Gesetzliche Krankenversicherung
Die ambulante Behandlung mittels der Hyperbaren Sauerstofftherapie ist kein Gegenstand des Leistungskataloges der Krankenkassen in der ambulanten Patientenversorgung. Somit sind die Kosten der Behandlung in der Regel durch den Patienten selbst zu tragen (Kostenübernahmeanträge werden dennoch gestellt und als Einzelfallentscheidung positiv beschieden). Die Abrechnung erfolgt auf Basis der Gebührenordnung für Ärzte wie bei der Behandlung von Privatpatienten. Das Bundessozialgericht hat in seiner Entscheidung vom 7. Mai 2013 (Az. B 1 KR 44/12 R) entschieden, dass die gesetzliche Krankenversicherung die Kosten für eine ambulante HBO-Therapie bei der Indikation Diabetisches Fußsyndrom im Stadium Wagner III zu übernehmen hat. Es trat nach abgeschlossener Prüfung am 11. Januar 2018 in Kraft.
Hyperbare Sauerstofftherapien für die in der oben aufgeführten Indikationenliste mit ¹ gekennzeichneten Indikationen werden im Rahmen der vollstationären Behandlung von den Krankenkassen im Rahmen der Fallpauschalen (G-DRG) auf Grund eines positiven Beschlusses des Gemeinsamen Bundesausschusses übernommen. Kliniken müssten die hyperbare Sauerstofftherapie als Fremdleistung „einkaufen“, sofern sie nicht über eigene Druckkammern verfügen.

#### Private Krankenversicherungen
Private Krankenversicherungen übernehmen ambulante und stationäre Behandlungen mittels Hyperbarer Sauerstofftherapie auf Anfrage. Die Anfrage sollte idealerweise einen Kostenvoranschlag über die geplante Behandlung beinhalten. Fast alle deutschen privaten Krankenversicherungen, sowie die Beihilfe der Beamten, übernehmen die Kosten nach entsprechender Anfrage. Ein Leistungsanspruch richtet sich dabei nach der geltenden Rechtsprechung (OLG Urteile Koblenz und Stuttgart).